# Шаляморас, Марюс
Марюс Шаляморас (лит. Marius Šaliamoras, род. 8 июня 1962, Вильнюс) — литовский архитектор; профессор; председатель Союза архитекторов Литвы (2014—2017).

## Биография

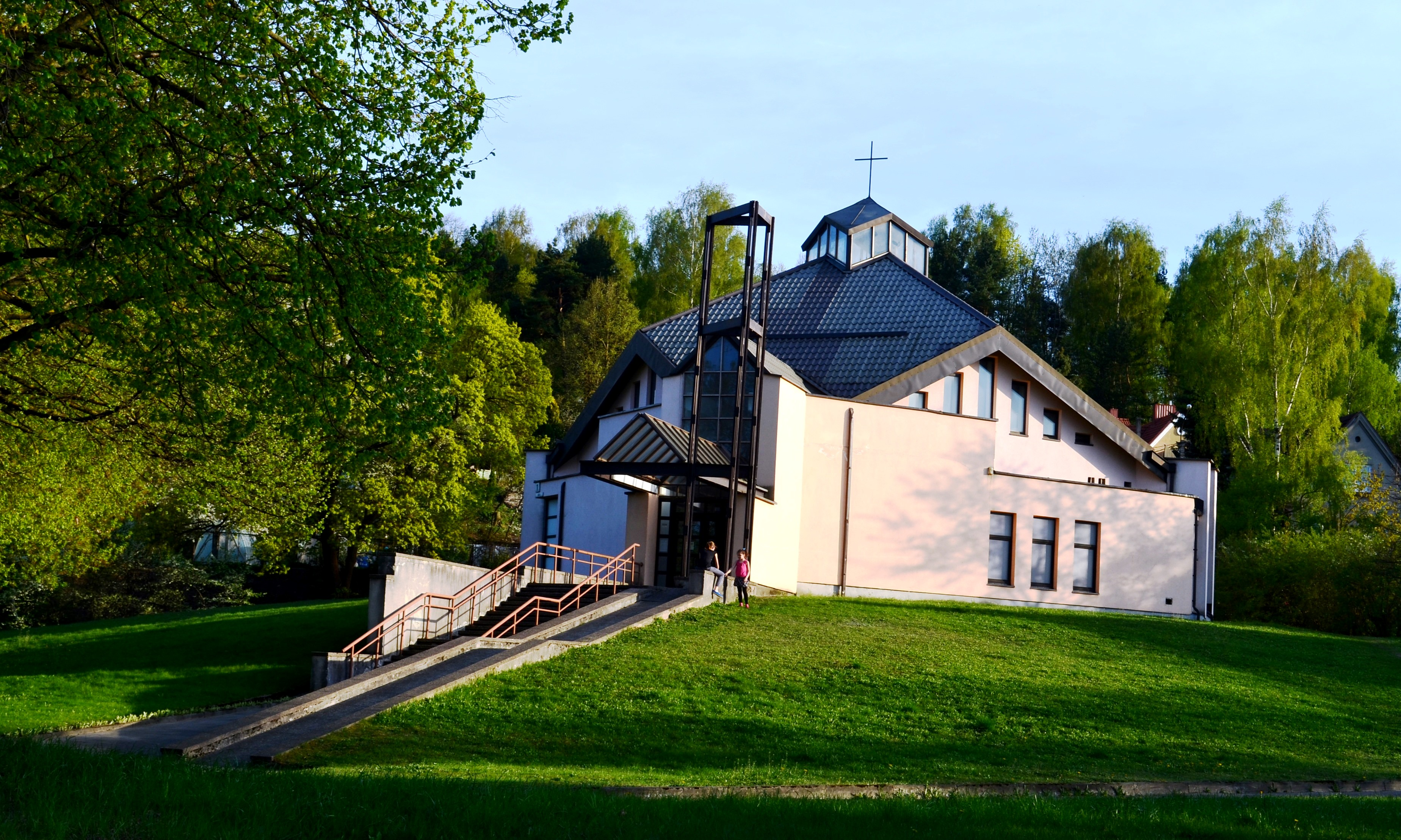
Церковь Новых апостолов

В 1985 году окончил Художественный институт Литовской ССР. До 1987 года работал в производственной группе архитектора Мажейкяйского района. В 1987—1989 годах работал в Институте реставрации и проектирования памятников в Вильнюсе. 
С 1989 года преподаёт в Художественном институте Литовской ССР (с 1990 года Вильнюсская художественная академия), с 2008 года заведующий кафедрой архитектуры; профессор (2007).
С 1991 года работает в компании NUMAS в Вильнюсе (руководитель проектов). В 2014—2017 годах был председателем Союза архитекторов Литвы.

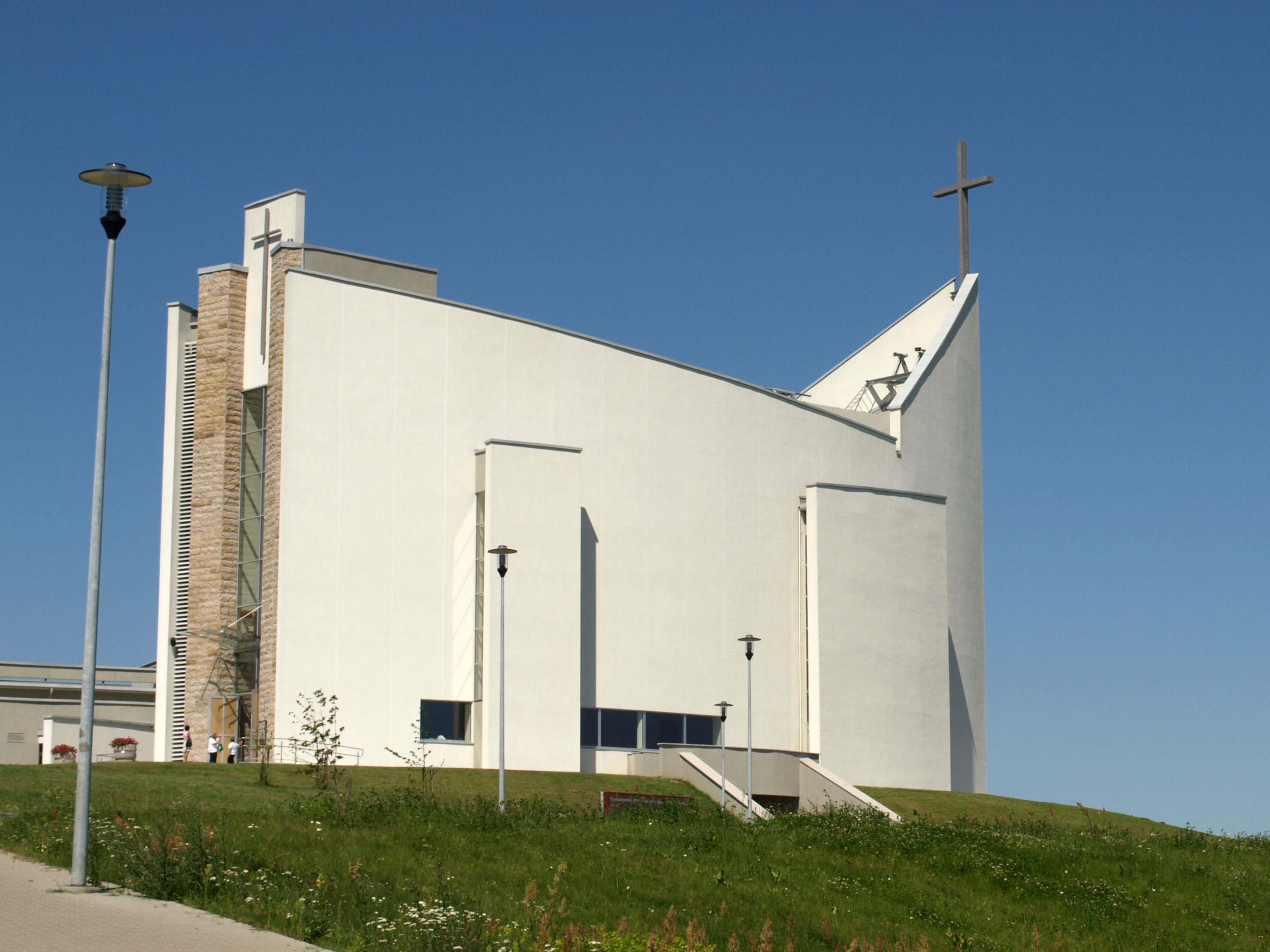
Костёл в Пабраде

## Проекты

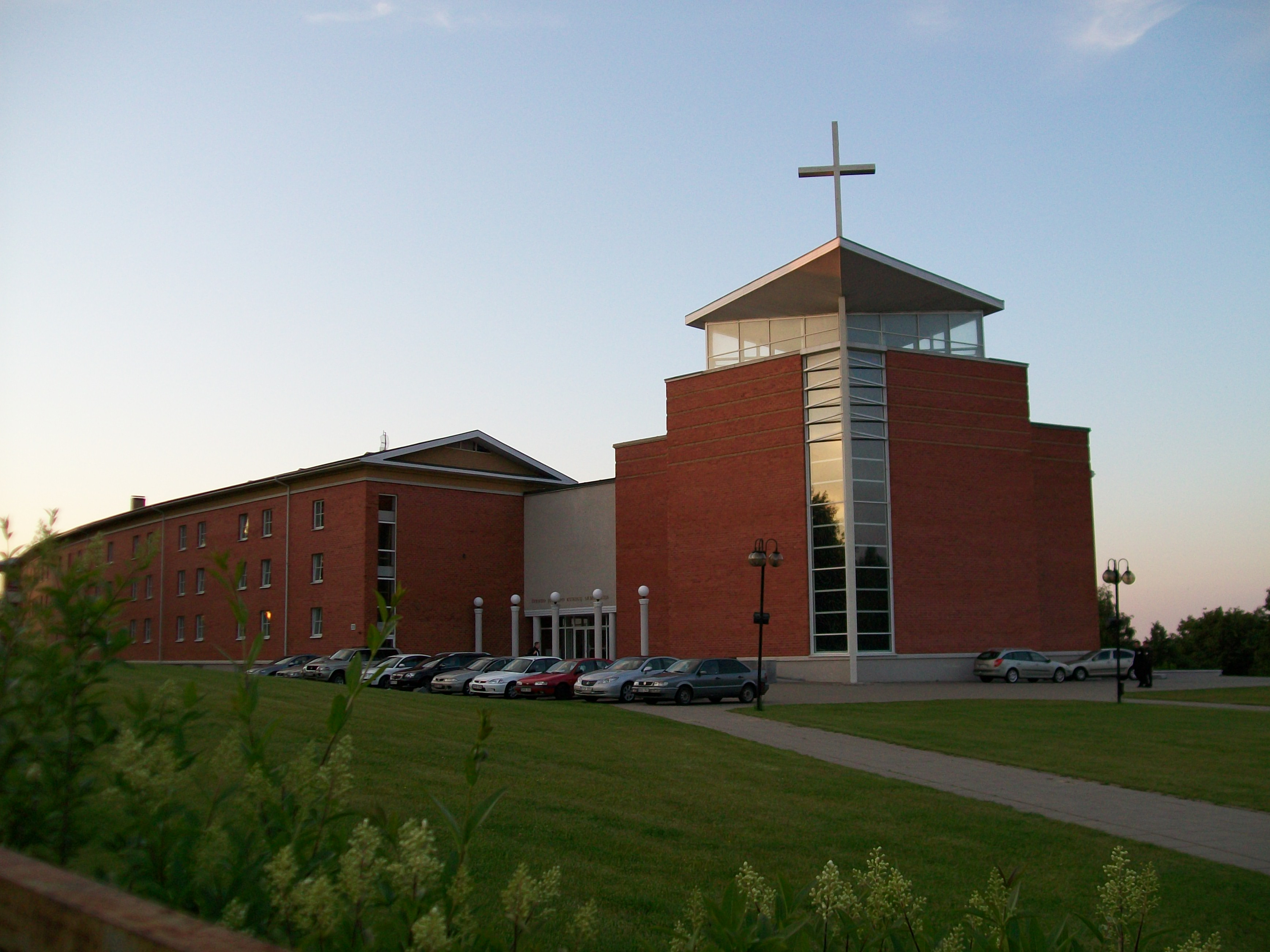
Семинария Святого Иосифа

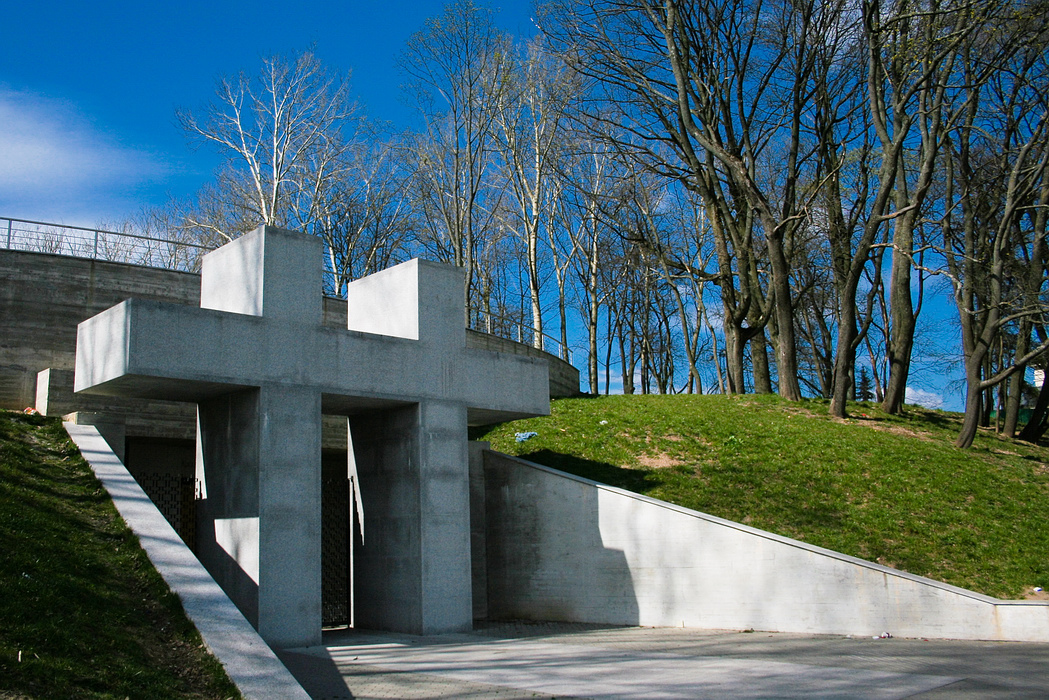
Колумбарий Тускулену

Важнейшие проекты реализованы в Вильнюсе:
- храм Новоапостольской церкви на улице Расу (совместно с Витаутасом Насвитисом; 1994),
- мемориал жертв свободы Литвы на Антокольском кладбище (совместно с архитектором Юрасом Балькявичюсом и скульптором Станисловасом Кузмой; 1995),
- католическая духовная семинария Святого Иосифа на улице Калварию (совместно с архитектором Юрасом Балькявичюсом; 1997),
- колумбарий Тускулену (совместно с группой соавторов; 2009),
- реконструкция учебного корпуса Вильнюсской художественной академии (2009).

Помимо того, проектировал костёл и приходской дом в Пабраде (совместно с Юрасом Балькявичюсом и Артурасом Бурбой; 2007).